# آلان سميثي
آلان سميثي أو آلن سميثي هو اسم مستعار وقع استخدامه لأول مرة في هوليوود سنة 1955 لتوصيف المخرج الذي أخرج أحد الأفلام بعد أن ينسحب من الإخراج لأي سبب كان وغالباً ما يكون ذلك بعد الخلاف مع شركة الإنتاج أو لعدم رضاه عن الفيلم. كما أن «آلان سميثي» هو لفظ مقلوب يستخدم بطريقة ساخرة للأشخاص خلف الكواليس ممن لا يريدون أن تظهر أسماؤهم في تتر العمل السينمائي أو التلفزيوني.

## وصلات خارجية
- آلان سميثي على موقع IMDb (الإنجليزية)
- آلان سميثي على موقع تيرنر كلاسيك موفيز (الإنجليزية)
- آلان سميثي على موقع أول موفي (الإنجليزية)
- آلان سميثي على موقع قاعدة بيانات الفيلم (الإنجليزية)